# Pittosporum phillyraeoides
Pittosporum phillyraeoides är en tvåhjärtbladig växtart som beskrevs av Dc. Pittosporum phillyraeoides ingår i släktet Pittosporum och familjen Pittosporaceae. Utöver nominatformen finns också underarten P. p. microcarpa.

## Bildgalleri

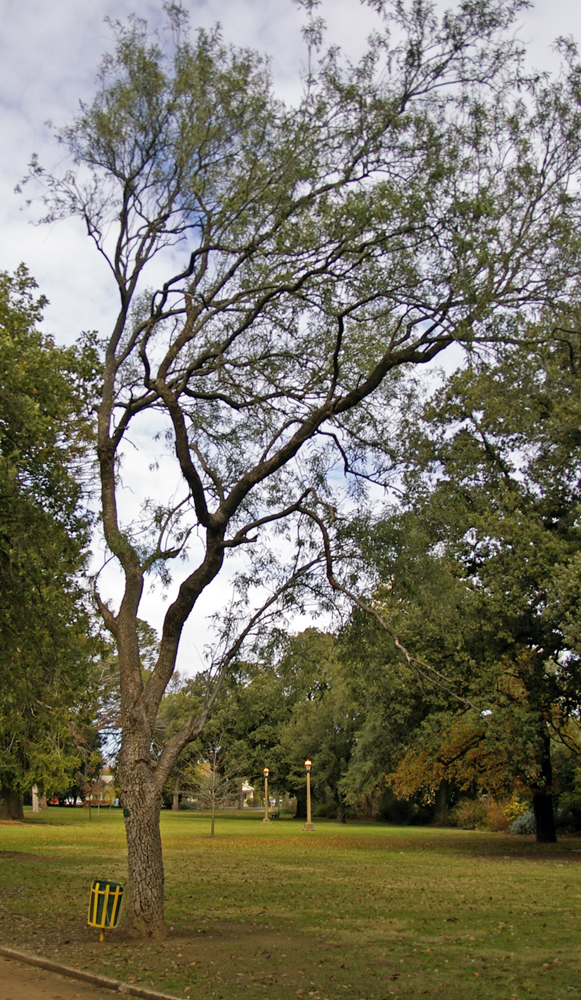